# Katharine Drexel
Katharine Drexel, S.B.S., rodným jménem Catherine Mary Drexel (26. listopadu 1858, Filadelfie – 3. března 1955, Bensalem Township) byla americká římskokatolická řeholnice, zakladatelka a členka kongregace Sester Nejsvětější svátosti pro indiány a černochy. Katolická církev ji uctívá jako světici.

## Život

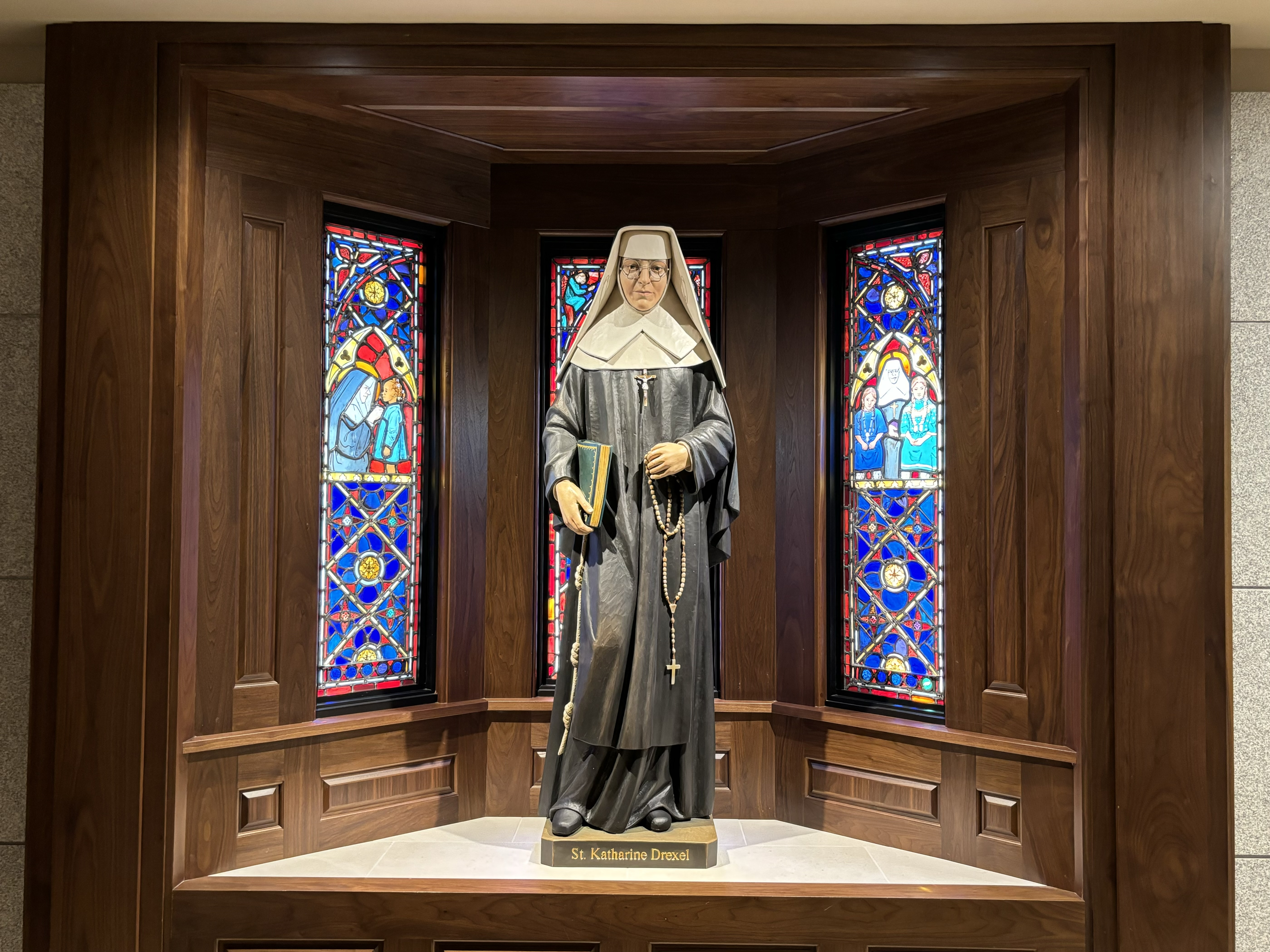
Její socha v katedrále sv. Tomáše Mora v Arlingtonu

Narodila se dne 26. listopadu 1858 ve Filadelfii v Pensylvánii bankéři Francisi Anthonymu Drexelovi a Hannah Langstroth. Měla starší sestru Elizabeth. Její strýc Anthony Joseph Drexel byl zakladatelem Drexel University ve Filadelfii. Její matka Hannah zemřela pět týdnů po jejím narození, načež o ni a o její sestru pomáhal pečovat její strýc Anthony Joseph a jeho manželka Ellen. Její otec se v roce 1860 znovu oženil s Emmou Bouvier, která s sebou přivedla další dvě děti. Roku 1863 s ní měl její otec třetí dceru Louise. Spolu se sestrami vyrostla v bohaté rodině a byla vedena k náboženství a charitě, kdy pravidelně rozdávala potřebným lidem jídlo a oblečení.
Poblíž jejího bydliště působil kněz James O'Connor, se kterým později spolupracovala, když se stal omahským biskupem. Byl také kaplanem řeholního domu Společenství dam Nejsvětějšího Srdce Ježíšova na Eden Hall v Torresdale ve Filadelfii, kde byla její teta z matčiny strany představenou.
Kvůli práci jejího otce mnoho cestovala po Americe, ale i do zahraničí, včetně Evropy. V roce 1886 se zúčastnila audience u papeže Lva XIII., který ji povzbudil v misijním povolání. V té době se rozhodla strávit svůj život ve službě potřebným indiánům a Afroameričanům. Dne 7. listopadu 1889 vstoupila v Pittsburghu do kongregace Milosrdných sester a byla přijata do noviciátu.
V únoru roku 1891 založila novou ženskou řeholní kongregaci Sester Nejsvětější svátosti pro indiány a černochy. Jí založená kongregace má za cíl vyplnění potřeb domorodých Američanů a Afroameričanů na jihu a západu Spojených států amerických. Při těchto aktivitách ji podporoval místní biskup a její duchovní vůdce James O'Connor. Do této kongregace také sama vstoupila a stala se její první generální představenou, kterou byla do roku 1937, kdy se musela ze zdravotních důvodů funkce vzdát.

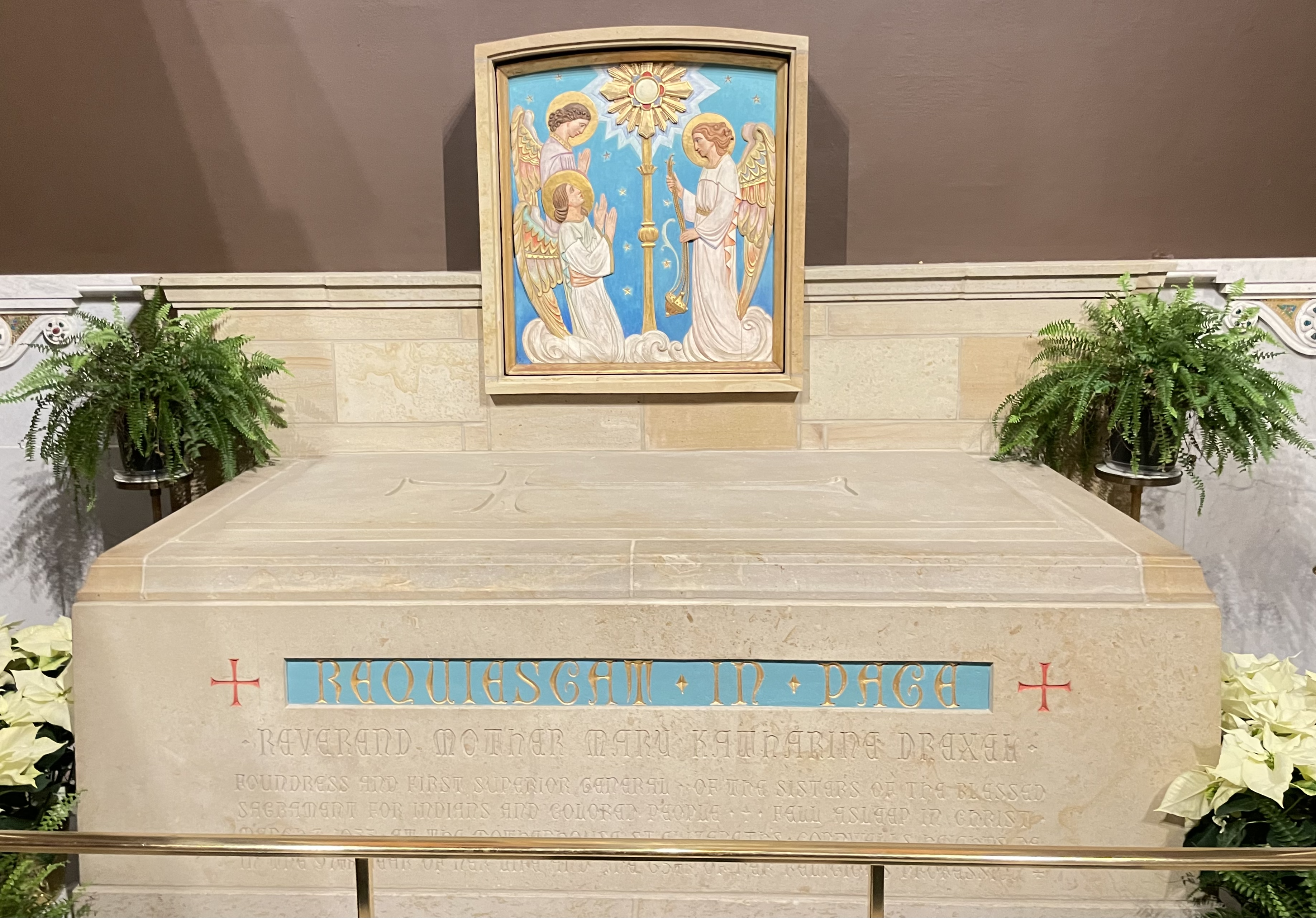
Její hrobka v katedrální bazilice sv. Petra a Pavla ve Filadelfii

Věnovala se poté rozšiřování své kongregace, kdy roku 1915 otevřela její pobočku v New Orleans. Zde měly sestry z její kongregace na starost výchovu černošské mládeže. Později založila další podobné školy a výchovná střediska. Mezi její iniciativu patřilo založení první univerzity jedné z prvních univerzit, určených pro černošské obyvatelstvo, Xavier University of Louisiana. Financovala také řeholní sestry, které se věnovaly péči o afrokubánské děti v Havaně na Kubě během a po španělsko-americké války.
Za své iniciativy získala řadu ocenění. Zemřela dne 3. března 1955 v Bensalem Township u Filadelfie v Pensylvánii ve věku 96 let. Od roku 2018 jsou její ostatky uchovávány v kryptě katedrální baziliky sv. Petra a Pavla ve Filadelfii.

## Úcta
Její beatifikační proces započal dne 17. listopadu 1979, čímž obdržela titul služebnice Boží. Dne 26. ledna 1987 ji papež sv. Jan Pavel II. podepsáním dekretu o jejích hrdinských ctnostech prohlásil za ctihodnou. Dne 1. září 1988 byl uznán první zázrak na její přímluvu, potřebný pro její blahořečení.
Blahořečena pak byla dne 20. listopadu 1988 v bazilice sv. Petra papežem sv. Janem Pavlem II. Dne 27. ledna 2000 byl uznán druhý zázrak na její přímluvu, potřebný pro její svatořečení. Svatořečena pak byla dne 1. října 2000 na Svatopetrském náměstí papežem sv. Janem Pavlem II.
Její památka je připomínána 3. března. Bývá zobrazována v řeholním oděvu.